# The Duchess Assignment
The Duchess Assignment is, volgens de originele uitzending, de 21e aflevering van Thunderbirds, de Supermarionationtelevisieserie van Gerry Anderson. De aflevering werd voor het eerst uitgezonden op ATV Midlands op 17 februari 1966.
De aflevering was echter de 23e die geproduceerd werd. Derhalve wordt de aflevering tegenwoordig vaak als 23e aflevering in de serie uitgezonden.

## Verhaal
Lady Penelope Creighton-Ward en Parker zijn in een Frans casino. Parker heeft duidelijk niet zijn avond dus waagt Penelope een gokje. Zij wint wel. Aan de roulettetafel naast hen zit een oude kennis van Penelope: Deborah, de Hertogin van Royston. Het zit haar duidelijk ook niet mee. Ze gokt tegen twee mannen, maar elke ronde zit tegen. Wanneer Penelope haar opmerkt is het al te laat. Ze heeft zojuist al haar bezittingen verspeeld, behalve een duur schilderij. Penelope ontdekt echter dat er met de roulettetafel gerommeld is zodat de croupiers kunnen bepalen wat de uitkomst wordt.
De croupier laat via een verborgen knop een alarm afgaan in het kantoor van de casino-eigenaar. Die probeert te vluchten, maar wordt tegengehouden door Parker. De man kan echter alsnog ontkomen via een geheime uitgang. Hij en de croupier vluchten weg in een auto, gevolgd door FAB 1. Bij een splitsing kunnen ze FAB 1 afschudden. Penelope wil Deborah opzoeken, maar die heeft reeds haar hotel verlaten. Terug in Engeland wordt de ernst van de situatie duidelijk: Deborahs landhuis staat te koop.
De volgende dag bezoeken Penelope en Jeff Tracy een vliegshow. Jeff hoort over de situatie van de hertogin. Wanneer hij haar schilderij, een portret van een gazelle, ziet, denkt hij wel een oplossing te weten. Jeff gaat naar New York en bezoekt het bedrijf Gazelle Automatics, dat wordt gerund door zijn oude vriend Wilbur Dandridge III. Wilbur is gek op gazellen, en als Jeff hem een plaatje van het schilderij laat zien vertrekt Wilbur meteen naar Engeland in de hoop het schilderij te kopen. De hertogin wil het schilderij echter niet zomaar verkopen daar het een familiebezit is. Penelope komt met het plan dat Wilbur het ook kan huren.
Kort daarop vertrekt de hertogin naar Amerika om het schilderij persoonlijk te overhandigen. Vlak voor vertrek geeft Penelope haar een broche, die zonder dat de hertogin het weet een zendertje bevat. In New York stuurt Wilbur zijn chauffeur om haar op te halen. Hij wordt echter overmeesterd door Chandler en Brophy, de croupiers uit het casino. De twee zijn erachter gekomen dat de hertogin haar schilderij komt brengen en willen dit nu ook stelen. Chandler haalt de hertogin op, vermomd als de chauffeur. Hij neemt haar mee de stad uit onder het excuus dat Wilbur haar in zijn landhuis wil ontmoeten. Penelope ziet dit via het zendertje en belt Wilbur. Die weet van niets. Daarom waarschuwt ze International Rescue, en Jeff stuurt Virgil en Scott met Thunderbird 1 en 2. Ondertussen heeft Chandler de hertogin naar een verlaten huis gebracht en bindt haar vast in de kelder. Hij laat haar achter terwijl de ruimte vol gas stroomt. In een poging te ontsnappen stoot de hertogin een ladder om die tegen een stoppenkast valt. Er ontstaat kortsluiting en het gas vat vlam. Scott arriveert in Thunderbird 1, en ziet het huis vlam vatten.
Ondertussen arriveert Brody met het schilderij bij Wilbur, en beweert een afgezant van de hertogin te zijn die namens haar het schilderij komt brengen en het geld innen. Wilbur vertrouwt dit niet, zeker niet na Penelopes telefoontje. Hij laat de politie bellen en houdt Brody onder schot. Brody gebruikt het schilderij als schild, en een kogel beschadigt het.
Thunderbird 2 arriveert ook ter plaatse. Terwijl Virgil met de Mole een weg naar de kelder graaft moet Scott met de Domo de enige nog overeind staande muur steunen. Als deze omvalt stort de kelder in. De domo heeft nauwelijks grip op de muur en Virgil kan de hertogin maar net uit de kelder halen voordat deze instort.
Een tijdje later bezoekt Penelope de hertogin in het ziekenhuis. Ze heeft het huis van de hertogin teruggekocht met het geld dat Wilbur haar zou betalen voor het schilderij. Bovendien hebben de autoriteiten Chandler en Brody opgepakt en zal ze al het geld dat ze in het casino heeft verloren terugkrijgen. Wanneer Wilbur binnenkomt en bekent wat er met het schilderij is gebeurd, bekent de hertogin dat het schilderij dat hij heeft vernield maar een kopie was. Het origineel zat al die tijd opgerold in haar paraplu. Als Parker haar dan ook nog eens meldt dat een tijdschrift haar verhaal wil publiceren tegen forse betaling, weet ze zeker dat haar kansen eindelijk gekeerd zijn. En niet lang daarna zit ze weer in het casino te gokken.

## Rolverdeling

### Reguliere stemacteurs
- Jeff Tracy — Peter Dyneley
- Scott Tracy — Shane Rimmer
- Virgil Tracy — David Holliday
- Alan Tracy — Matt Zimmerman
- John Tracy — Ray Barrett
- Lady Penelope — Sylvia Anderson
- Aloysius Parker — David Graham
- Tin-Tin — Christine Finn
- Oma Tracy — Christine Finn

### Gastrollen
- Hertogin van Royston – Ray Barrett
- Copiloot van Fireflash – Ray Barrett
- Brody – Ray Barrett
- Chandler – Peter Dyneley
- Casino-eigenaar – Peter Dyneley
- Wilbur Dandridge III – David Graham
- Kapitein Hansen – David Graham

## Machines
De machines en voertuigen die gebruikt worden in deze aflevering zijn:
- Thunderbird 1
- Thunderbird 2 (met capsule 3)
- Thunderbird 5
- FAB1
- World Air Force Parasite Fighter Jet
- World Air Force Carrier Aircraft
- Fireflash
- De Mole
- De Domo

## Fouten
- Thunderbird 2 vervoert capsule 3. Maar aan de binnenkant van de capsule staat nummer 4. Dit is duidelijk te zien nadat de Mole de capsule wil verlaten.

## Trivia
- Bij de scènes in New York is het Empire State Building te zien. Dit kan betekenen dat het snel weer is herbouwd, of dat deze aflevering zich afspeelt vóór Terror in New York City.
- De Domo is een aangepaste versie van de Excavator uit Martian Invasion.
- The Hood in zijn vermomming uit Martian Invasion is te zien op de achtergrond bij de vliegshow.
- Dit is de enige aflevering waarin de stem van een van de vrouwelijke (bij)personages niet door Sylvia Anderson of Christine Finn wordt gedaan.